# Jongerenbeweging
Een jongerenbeweging is een vereniging waarin jongeren vanaf 12-jarige leeftijd (of vanaf de normale leeftijd om aan het eerste jaar secundair onderwijs te beginnen) lid kunnen worden. Daarin verschilt een jongerenbeweging van een jeugdbeweging, die meestal start vanaf 6 jaar (of vanaf de normale leeftijd om aan het basisonderwijs te beginnen).
Voorbeelden van jongerenbewegingen met een oorsprong in Vlaanderen zijn Kristelijke Arbeidersjongeren en Katholieke Landelijke Jeugd.